# Weense meester van Maria van Bourgondië

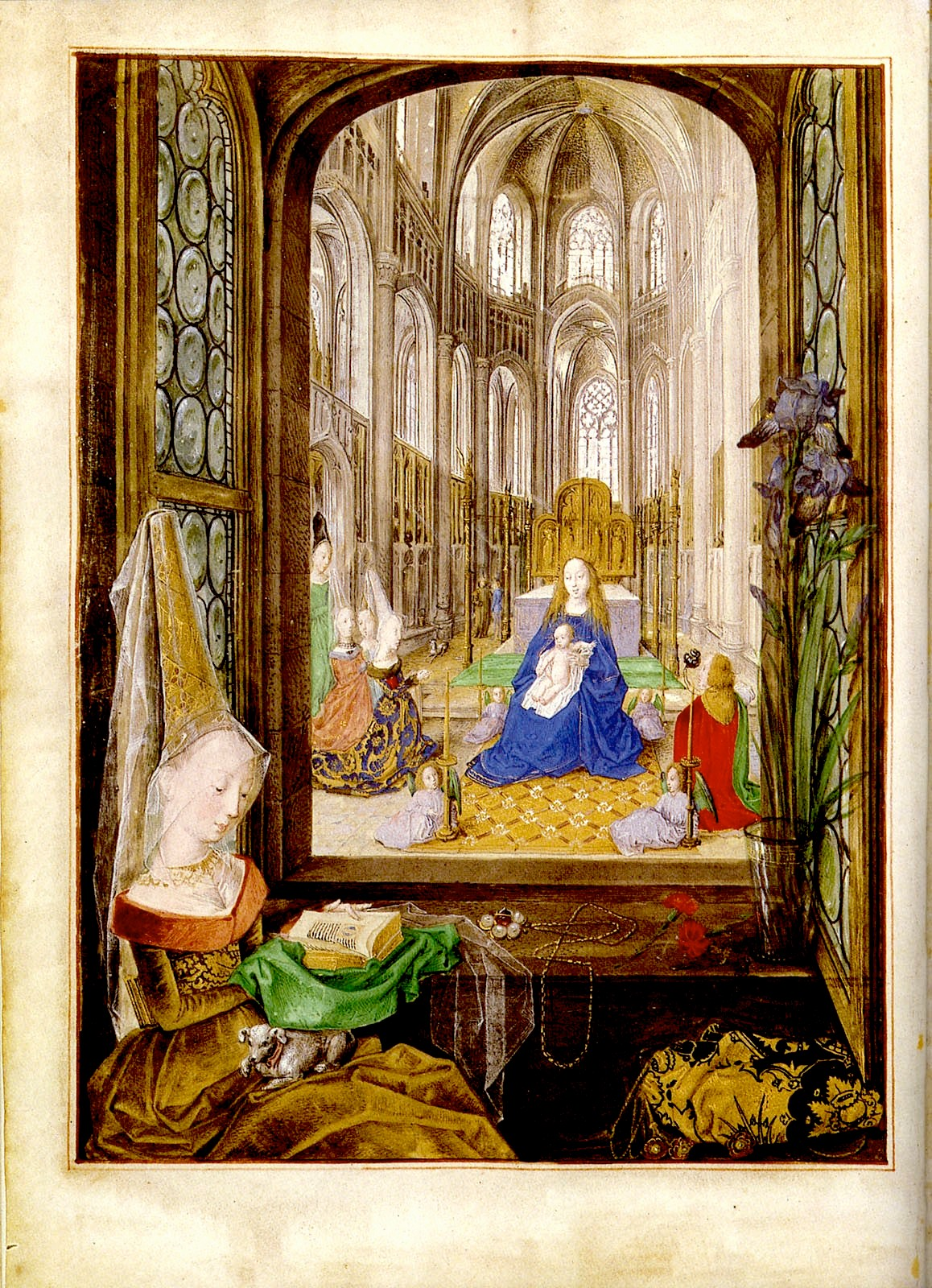
Getijdenboek van Maria van Bourgondië fol. 14v

De Weense meester van Maria van Bourgondië is de noodnaam voor de Vlaamse illuminator die op het einde van de 15e eeuw het Getijdenboek van Maria van Bourgondië verluchtte. 
De meester werd vroeger de Meester van Maria van Bourgondië genoemd en hij dankte die noodnaam aan het getijdenboek dat bestemd was voor Maria van Bourgondië en na haar dood in 1482 werd afgewerkt voor Maximilliaan I. Dit handschrift wordt nu bewaard in Berlijn in het Staatliche Museen – Preussischer Kulturbezitz, Kupferstichkabinett Cod. 78 B 12. Bij verdere studie werd dit werk niet langer aan deze meester toegeschreven en werd de voor hem gebezigde noodnaam gewijzigd in Weense meester van Maria van Bourgondië naar het Getijdenboek van Maria van Bourgondië dat in Wenen in de Österreichische Nationalbibliothek als Cod. 1857 wordt bewaard en aan deze meester wordt toegeschreven.

## Stijlkenmerken
Stilistisch leunt de Weense meester van Maria van Bourgondië aan bij Hugo van der Goes een van de Vlaamse primitieven.  Hij is zonder twijfel een van de grootste vernieuwers in de miniatuurkunst van het einde van de 15e eeuw. Deze kunstenaar schilderde zijn miniaturen in de traditie van het Vlaamse realisme. Hij geeft zijn figuren levensechte gezichten en houdingen en is tevens een meester in het weergeven van lichteffecten.
Het was ook hij die de ‘trompe l’oeuil’ techniek introduceerde in de miniatuurkunst. Bekend hiervoor zijn onder meer de twee vensterminiaturen uit het getijdenboek van Maria van Bourgondië. In het ‘Voustre demeure’ getijdenboek hangt hij op folio 14 het tekstgedeelte met touwen aan de bladrand vast. 
Onze anonieme meester is ook een van de grondleggers van de Gent-Brugse stijl, gekarakteriseerd door de strooiranden. Deze typische randversiering wordt niet meer aangebracht op het naakte perkament, maar er wordt eerst een grondlaag voor de marges geschilderd. Op die grondlaag worden bloemen, insecten, acanthus bladeren en ranken als het ware rondgestrooid. De objecten in de rand werpen schaduw af op de onderliggende grondlaag, wat een reliëf effect geeft. 
In het algemeen kan men gerust stellen dat de laatste bloeiperiode van de Vlaamse miniatuurkunst evolueert uit de vernieuwingen aangebracht door deze meester.

## Identificatie
De  Weense meester van Maria van Bourgondië is met verscheidene wel bekende miniaturisten of schilders vereenzelvigd. Geen enkele van deze toewijzingen heeft de globale goedkeuring van de specialisten gekregen. Hij werd onder meer geïdentificeerd als Nicolaas Spierinc (Unterkircher 1993) en als Alexander Bening (Hulin de Loo 1939), maar geen van beide toewijzingen worden algemeen aanvaard, de meester van Maria van Bourgondië blijft nog steeds anoniem (Smeyers 1998). 
Daarnaast is er een ganse lijst van bekende miniaturisten waarmee de meester heeft samengewerkt. Dit zijn onder meer Lieven van Lathem, Simon Marmion, Simon Bening,  Willem Vrelant, ‘De Meester van de stichtelijke traktaten’ e.a..

## Bewaarde toegeschreven werken
- Brevier van Margaretha van York, Gent ca 1470, Cambridge St. John’s College, Ms.H.13
- De la consolation de la philosophie, Gent 1476, Jena, Thüringer Universtäts- und Landesbibliothek Cod. Gall.F 85
- Gebedenboek van Karel de Stoute, Gent ca. 1469,  Los Angeles, Getty Museum, Ms. 37
- Getijdenboek van Engelbrecht van Nassau, Gent 1475-1480,  Oxford, Bodleian Library, Ms. Douce 219-220
- Getijdenboek van Maria van Bourgondië, Gent ca.1475,  Wenen  Österreichische Nationalbibliothek, Cod. 1857
- Getijdenboek Voustre Demeure, Gent ca. 1480, Madrid, Bibliotheca Nacional, ms. Vitr. 25-5
- Traités de morale et de religion, Gent ca. 1470-1475, Oxford, Bodleian Library, Ms.Douce 365
- Trivulzio-getijdenboek, Koninklijke Bibliotheek, KB SMC 1.

Daarnaast zijn er nog een aantal werken die worden toegeschreven aan de ‘Omgeving van de meester van Maria van Bourgondië’ (Smeyers 1998). 
- Apocalypse, Gent ca. 1475, New York, Pierpont Morgan Library, M.484
- Getijdenboek, Gent, Madrid, Bibliotheca Nacional, ms. Vitr. 24-10
- Gildeboek van de Anna-broederschap te Gent, Gent, na 1476, Windsor, Windsor Castle
- Traités de morale et de religion, Gent ca. 1470-1475, Oxford, Bodleian Library, Ms.Douce 365
- Vie de Saint-Adrien, Gent, ca.1480, Wenen, Österreichische Nationalbibliothek, Cod.Ser.n.2619